# Ideoblothrus muchmorei
Ideoblothrus muchmorei är en spindeldjursart som beskrevs av Jacqueline Heurtault 1983. Ideoblothrus muchmorei ingår i släktet Ideoblothrus och familjen spinnklokrypare. Inga underarter finns listade i Catalogue of Life.